# Próspero Bisquertt Prado
Próspero Bisquertt Prado (Santiago de Chile, 8 de junio de 1881 - Santiago de Chile, 2 de agosto de 1959), uno de los más destacados e importantes compositores chilenos del siglo XX, Premio Nacional de Arte 1954.

## Biografía
Proveniente de un linaje español de origen hidalgo, Bisquertt fue hijo legítimo de Próspero Bisquertt Riveros, un empresario de fortunamercería en la capital, y de Martina Prado Aldunate.
Antes de relacionarse profesionalmente con la música, Bisquertt había estudiado ingeniería en la Universidad de Chile y también cobró fama como pintor de cierto prestigio, exhibiendo algunas de sus telas en el Salón de Santiago. Tras recibirse de ingeniero civil de la U.de Chile, comenzó sus actividades laborales como funcionario de la Dirección General de Impuestos Internos, institución en la que trabajó entre los años 1913 y 1923. Más tarde, se dedicó a ejercer libremente su profesión invirtiendo sus capitales en giros ligados a la minería asociado con don Ricardo Lyon en minas de estaño en Bolivia.
Próspero Bisquertt no tuvo formación musical académica, pues aprendió de manera autodidacta, lo cual no le resta mérito alguno. De hecho, su primera incursión pública en la música fue el estreno de su ópera Sayeda en 1929; resultó tan exitosa, que el gobierno encabezado por el presidente de la república don Carlos Ibáñez del Campo le concedió un financiamiento, con el propósito de perfeccionar sus conocimientos y promover sus creaciones en Paris Francia.
Fue uno de los fundadores de la Asociación Nacional de Compositores, establecida en 1936. Sus composiciones abarcan una pluralidad de géneros musicales, razón que lo hizo acreedor del Premio Nacional de Arte, mención Música, en 1954.

## Obras
Entre las mejores obras del compositor se cuentan "Primavera Helénica" y "Taberna al amanecer". Por otro lado, compuso el actual himno de la Escuela Militar "Libertador General Bernardo O'Higgins", sobre un texto del poeta Samuel Lillo Figueroa. Es el autor del himno de la Escuela de Artes Y Oficios, actual Universidad de Santiago de Chile y compuso la música del Himno de la "Escuela de Artes y Oficios y Colegio de Ingenieros José Miguel Carrera" (Actual Universidad Técnica Federico Santa María), sobre un Himno escrito por el poeta Alejandro Galaz.
Una de sus obras para piano "La Muñequita Duerme" 
- Datos: Q1714473